# Paweł Nahajowski
Paweł Nahajowski (ur. 1 czerwca 1915 w Niemczech) – polski szewc, rzemieślnik i działacz samorządu rzemieślniczego, prezes Izby Rzemieślniczej w Bydgoszczy, poseł na Sejm PRL I kadencji. 

## Życiorys
Dzieciństwo spędził w Niemczech, gdzie ojciec Grzegorz wyjechał w celach zarobkowych. W 1926 rodzina osiadła w Dziembowie, gdzie uczył się zawodu szewskiego. W 1939 brał udział w obronie Warszawy. Po II wojnie światowej założył spółdzielnię pomocniczą branży szewskiej. Działał w samorządzie rzemieślniczym, zostając prezesem Izby Rzemieślniczej w Bydgoszczy. W 1952 uzyskał mandat posła na Sejm PRL I kadencji w okręgu Inowrocław, był posłem bezpartyjnym. Zasiadał w Komisji Przemysłu, Komisji Obrotu Towarowego i Komisji Budżetowej. Prezesem bydgoskiej Izby był również w latach 60. XX wieku.
W 1955 otrzymał Srebrny Krzyż Zasługi.